# Keszőhidegkút
Keszőhidegkút (németül: Hiewrkut, Hirekut) község Tolna vármegyében, a Tamási járásban.

## Fekvése
Tolna vármegye középső részén fekszik, a Kapos folyó völgyében, Gyönktől mintegy 8 kilométerre északra, Pincehelytől 10 kilométerre délre. Központján a Kölesd-Pincehely közti 6313-as út halad végig, ezen érhető el a 61-es főútról letérve, illetve a 63-as és a 65-ös főutak irányából is. Regöly-Szakály felé a 6318-as út vezet Keszőhidegkút irányából.
A települést a hazai vasútvonalak közül a Kapos völgyében haladó (Budapest–)Pusztaszabolcs–Pécs-vasútvonal érinti, lehetővé téve a falu könnyű megközelítését; az itteni vasútállomás (Keszőhidegkút-Gyönk vasútállomás) a központtól másfél kilométerre délre helyezkedik el, közúti megközelítését a 6313-as útból kiágazó 63 316-os út biztosítja. Innen ágazik ki a Keszőhidegkút-Gyönk–Tamási-vasútvonal, amelyen azonban 1990-től már csak teherforgalom van.
A falu házai a Tolnai-dombság egyik völgyében, lépcsőzetesen helyezkednek el. A falu az utcaneveket tekintve 3 (Petőfi, Kossuth, Fő) utcából áll, gyakorlatilag viszont elkülöníthető akár 5 utca is, melyek a domboldalon kanyarognak. Több (10-20) hideg vizű forrás ered itt és egy kis patak is keresztülfolyik a falun. A falu körüli, napsütötte, hullámzó domboldalak, meredekségükből adódóan intenzív mezőgazdasági termelés helyett inkább alkalmasak gyümölcsfák telepítésére és szőlő termesztésére. Ezt az elődök is így gondolhatták, a pincesor meglévő és felújításra váró pincéiből, illetve a szőlőültetvényekből ítélve. Jellemző talajképző "alapkőzet" a lösz, amin minden terményféleség kiválóan megterem. A házak többségének építőanyaga is ez, mely úgyszólván ökoházakká teszi azokat, és egészségesebb életet biztosít, mint egy városi lakás. A települést körülvevő erdők, mezők váltakozása, a völgyekben megbúvó források kiváló élőhelyet biztosítanak az itt élő, jó minőségű nagyvad állománynak (gímszarvas, dámszarvas, őz, vaddisznó).

## Története
A 210 lakosú (2001) község a Kapos-völgyében, a Tolnai-Hegyhát lábánál fekszik, neve a Keszi törzsnévből eredeztethető. Egy 1397-ben kelt oklevélben említik először, mint „Kezew alio nomine Hydegkuth” (Keszö más néven Hidegkút), ekkor Simontornya várához tartozott. A simontornyai szandzsák 1572. évi fejadó összeírásában Hidegkút még 7 családfővel szerepelt, ezt követően elnéptelenedett, az 1696. évi vármegyei adójegyzékben már nem említették. A simontornyai uradalom 1689. évi összeírásában birtokosaként a főként Fejér vármegyében birtokos Salomváry Jánost nevezték meg.
A török kivonulása után a simontornyai uradalmat – valószínűleg Hidegkúttal együtt – a Styrum-Lymburg család szerezte meg. A település később zálog gyanánt a Zsitkovszky család kezére került. Nevükhöz fűződik az újratelepítés megindítása: 1720 őszén hesseni evangélikus telepesek érkeztek a községbe. A Zsitkovszky-család az 1726. május 20-án kelt szerződés szerint 1000 forintért Claudius Florimundus Mercy grófnak, császári tábornoknak, a Temesi Bánság kormányzójának adta el birtokát, akitől 1773-ban az Apponyi-család tulajdonába került.
Fényes Elek: Magyarország geographiai szótára (Pest, 1851) szerint: „Hidegkút, német falu, Tolna vmegyében, a Kapos mellett, 10 kath., 621 evang., 8 zsidó lak., ágostai anyaekklézsiával, dohány és bortermesztéssel. F. u. gr. Apponyi József. Ut. p. Szekszárd.”
Pesthy Frigyes helységnévtárában (1863-1864) az alábbiakat írja a településről és történetéről: „Hidegkút. Ezen község Tolna Megye Simontornyai járásban fekszik (…) E községnek határa éjszakról Görbö-Belecskával, keletről a Miszlával és Udvarival, délről Gyönk és Szározddal, nyugotról a Majsa pusztával határos. Egész területe fekete és sárga agyagu, kivévén éjszaki része homokos, külömben keleti része nagyon hegyesvölgyes, de a nyugati része, mely a Kapós mentén van, róna és ahol még a víz szabályzása előtt posványos volt és sok széna, nád termett most pedig jobbára szántóföldnek használtatik.
Mi a község nevét illeti, bizonyos hogy más neve még nem volt, a melly isaz egész környékben és országban csak e nevéről ismert, de sajátságos jelenség, hogy ezen falu magyar névvel bir, holott a lakossága német ajkú, jobbára Németország különféle tartományaiból vándorolt bé. Ezek bevándorlása előtt kétség kívül egy rácz – kinek neve ismeretlen – birta, később vagyis még ezen birtokostól az urasági jog egy bizonyos Mersyre szállt, mely családtól utoljára a nemes gróf Apponyi család nyerte el, a mely uraságnak még most is vannak a határban birtokai. A Dunántúli Evang Superintendentiának 1844-ben kiadott egyházi állományából kitetszik, hogy a község 1720ban említtetik legkorábban.
A falu közepén, déli oldalán van egy forrás, melyből szünet nélkül csurrog a kristály tiszta, jóizü, egészséges vize, és minden esetre erről a kútról, mely most is a faluban a legnagyobb nevezetesség, nyerte a helység a még a falu megalapítása előtt az erre járóktól a nevét, és pedig magyaroktol neveztetett el, Hidegkutnak. Évek előtte, ezen forrás nem becsültetett annyira mint most, mivel a nép belátja annak megbecsülhetetlen forrását, mely a legnagyobb szárazság daczára, egyaránt folytatja az egész község számára a mindenekfelett szükséges vizet. A határban még ezenkívül vannak más források is, a melyekre azonban, elég sajnos, eddig még kevés figyelem fordíttatott. (…)
A már elősoroltakon kivül bir még némi jelentőséggel az ugy nevezett Kapell-berg; ez egy magas domb, a melyen hajdanában egy kápolna állott, melyből kitetszik a község hajdani lakossága nem volt á. h. Evangélikus. Maradványaiból még az alapkövek találtatnak; külömben a domb most szántófölddé tétetett. (…)
Az itt elősoroltakat épenséggel csak köztudomásból vettük, mert nyomatott emlék nem fedeztethetett fel.
Mély tisztelettel közlik Hidegkuton April 15én 1864. Jegyzették: Hoffmann Péter segédtanító, Schmomund Fülöpp biro”
A település 1872-ban nagyközségi rangot viselt, 668 német lakosa volt. 1913-ban Tolna vármegye simontornyai járásához tartozott 850 német lakossal. Az első világháború hőseinek neveit tartalmazó, 1923-ban készült emléktáblák az 1794-1795-ben épült evangélikus templom főbejárata mellett kétoldalt találhatóak, az alábbi nevekkel:
Zum Gedächtniss der gefallenen Helden
1914-1918
Balzer Johann
Becht Johann
Becker Peter
Berthold Jakab
Dahmer Heinrich
Dahmer Johann
Fittler Heinrich
Forster Paul
Heineck Elias
Heineck Elias
Kaspari Konrad
Körzö Johann
Kretschmann Johann
Kriszt Filipp
Kriszt Johann
Lang Johann
Lenz Johann
Lenz Peter
Mayer Johann
Meisner Heinrich
Menz Johann
Paul Andreas
Paul Heinrich
Sachs Johann
Schneider Andreas
Schneider Peter
Semmelroth Filipp
Singer Eugen
Wagner Filipp
Wagner Johann
Wagner Peter
Wahn Johann
Weil Johann
Wissinger Peter

## Közélete

### Polgármesterei
- 1990–1994: Perényi Henrik (független)[4]
- 1994–1998: Perényi Henrik (független)[5]
- 1998–2002: Nagy Aranka (független)[6]
- 2002–2006: Nagy Aranka (független)[7]
- 2006–2010: Nagy Aranka (független)[8]
- 2010–2014: Nagy Aranka (független)[9]
- 2014–2019: Nagy Aranka (független)[10]
- 2019–2024: Nagy Aranka (független)[11]
- 2024– : Nagy Aranka (független)[1]

## Népesség
A település népességének változása:
| Lakosok száma | 207  | 204  | 194  | 173  | 182  | 180  | 175  |
|               | 2013 | 2014 | 2015 | 2021 | 2022 | 2023 | 2024 |

A 2011-es népszámlálás során a lakosok 99,5%-a magyarnak, 1% cigánynak, 70,3% németnek mondta magát (0,5% nem nyilatkozott; a kettős identitások miatt a végösszeg nagyobb lehet 100%-nál). A vallási megoszlás a következő volt: római katolikus 52,2%, református 6,2%, evangélikus 26,3%, felekezeten kívüli 8,1% (6,2% nem nyilatkozott).
2022-ben a lakosság 91,8%-a vallotta magát magyarnak, 25,8% németnek, 0,5% szlováknak, 0,5% cigánynak, 0,5% egyéb, nem hazai nemzetiségűnek (8,2% nem nyilatkozott; a kettős identitások miatt a végösszeg nagyobb lehet 100%-nál). Vallásuk szerint 23,1% volt evangélikus, 20,3% római katolikus, 4,9% református, 0,5% görög katolikus, 1,6% egyéb katolikus, 14,3% felekezeten kívüli (28% nem válaszolt).

## Nevezetességei
Evangélikus templom, melyet 1794-ben építettek és 1994-ben újítottak fel. Toronysisakját a 19. század végén készítették.
A templom mellett találjuk azt az épületet, melyben az evangélikus egyház nyaranta ifjúsági táborokat szervez. A gyerekek körében nagy népszerűségnek örvend és mind Magyarországon, mind külföldön (főleg német nyelvterületen) ismertté tette a falut.
Az ide látogató turistákat az első osztályú Bodó Vadász Vendégház tudja elszállásolni (www.bodovendeghaz.hu). A magyar vendégek mellett főleg Nyugat-Európából jövő vadászvendégeket fogadnak. A házigazdák szívélyes, magyaros vendéglátással öregbítik a falu és hazánk jó hírét.